# Puchar Świata Siłaczy 2007
Puchar Świata Siłaczy 2007 – cykl trzech zawodów, które odbyły się w 2007 roku.

## Ryga
Pierwsze w 2007 r. zawody siłaczy z cyklu Puchar Świata Siłaczy.
zawody odbyły się 13 maja 2007 r. w Rydze  Łotwa.
WYNIKI ZAWODÓW:
| Miejsce | Zawodnik             | Kraj     | Punkty         |
| ------- | -------------------- | -------- | -------------- |
| 1.      | Mariusz Pudzianowski | Polska   | 70             |
| 2.      | Raivis Vidzis        | Łotwa    | 65             |
| 3.      | Tarmo Mitt           | Estonia  | 53             |
| 4.      | Elbrus Nigmatullin   | Rosja    | 43,5           |
| 5.      | Mark Felix           | Grenada  | 43             |
| 6.      | Antanas Abrutis      | Litwa    | 34,5           |
| 7.      | Terry Hollands       | Anglia   | 34             |
| 8.      | Peeter Aan           | Estonia  | 26             |
| 9.      | Rene Minkwitz        | Dania    | 25,5           |
| 10.     | Dominic Filiou       | Kanada   | 22             |
| 11.     | Florian Trimpl       | Niemcy   | 15,5           |
| 12.     | Siergiej Riumin      | Białoruś | (kontuzjowany) |

## Moskwa
Drugie w 2007 r. zawody siłaczy z cyklu Pucharu Świata Siłaczy].
Zawody odbyły się 1 lipca 2007 w Moskwie  Rosja.
WYNIKI ZAWODÓW:
| Miejsce | Zawodnik             | Kraj              | Punkty |
| ------- | -------------------- | ----------------- | ------ |
| 1.      | Janne Virtanen       | Finlandia         | 62     |
| 2.      | Stojan Todorczew     | Bułgaria          | 61     |
| 3.      | Derek Boyer          | Australia         | 48     |
| 4.      | Dave Ostlund         | Stany Zjednoczone | 47     |
| 5.      | Florian Trimpl       | Niemcy            | 42     |
| 6.      | Dmitrij Kononiec     | Rosja             | 36     |
| 7.      | Sebastian Wenta      | Polska            | 35     |
| 8.      | Boris Haraldsson     | Islandia          | 34     |
| 9.      | Rolands Gulbis       | Łotwa             | 30     |
| 10.     | Pawel Soroka         | Białoruś          | 27     |
| 11.     | Władimir Bondarienko | Rosja             | 27     |
| 12.     | Dominic Filiou       | Kanada            | 25     |

## Dartfor
Ostatnie w 2007 r. zawody siłaczy z cyklu Puchar Świata Siłaczy.. Zawody odbyły się 22 lipca 2007 r. w Dartford  Anglia
WYNIKI ZAWODÓW:
| Miejsce | Zawodnik             | Kraj              | Punkty |
| ------- | -------------------- | ----------------- | ------ |
| 1.      | Mariusz Pudzianowski | Polska            | 70     |
| 2.      | Stojan Todorczew     | Bułgaria          | 55     |
| 3.      | Terry Hollands       | Anglia            | 51,5   |
| 4.      | Mark Felix           | Grenada           | 50     |
| 4.      | Kevin Nee            | Stany Zjednoczone | 50     |
| 6.      | Raivis Vidzis        | Łotwa             | 41,5   |
| 7.      | Tarmo Mitt           | Estonia           | 38     |
| 8.      | Darren Sadler        | Anglia            | 35     |
| 9.      | Boris Haraldsson     | Islandia          | 33     |
| 10.     | Carl Waitoa          | Nowa Zelandia     | 24,5   |
| 11.     | Florian Trimpl       | Niemcy            | 11,5   |